# 제46회 베네치아 국제 영화제
제46회 베네치아 국제 영화제(이탈리아어: 46ª Mostra internazionale d'arte cinematografica di Venezia)는 1989년 9월 4일에 열린 베네치아 국제 영화제이다.

## 수상 및 후보

### 황금사자상
- 비정성시 - 허우샤오셴 수상

### 심사위원 특별상
- 빛이 있었다 - 오타르 이오셀리아니 수상